# Tiên Kiên
Tiên Kiên là một xã thuộc huyện Lâm Thao, tỉnh Phú Thọ,nằm ở Đông Bác Bộ Việt Nam.
Xã Tiên Kiên có diện tích 10,62 km², dân số năm 2004 là 6619 người, mật độ dân số đạt 639 người/km².
Theo thống kê năm 2019, xã Tiên Kiên có diện tích 10,62 km², dân số là 7.772 người, mật độ dân số đạt 731 người/km².Tiên Kiên có nhiều công trinh nổi tiếng như: nước khoáng Tiên Kiên (đã bị phá sản), Đại học công nghiệp Việt Trì cơ sở 1, ... Tiên Kiên còn là 1 xã có vị trí địa lí đẹp khi giáp với thị trấn Phong Châu của Phù Ninh về phía Bắc và thị trấn Hùng Sơn của Lâm Thao về phía Nam, ngoài ra còn giáp với xã Hy Cương (có Đền Hùng rất thuận lợi để phát triển du lich). Đây cũng là xã đi đầu của huyện Lâm Thao trong việc tiêm vacine Covid-19 với khoảng 98% dân số tiêm mũi 1 vacine Covid-19.